# Monkland (Herefordshire)
Pour les articles homonymes, voir Monkland.
Monkland est un village du Herefordshire, en Angleterre.